# Concise
Concise is een gemeente en plaats in het Zwitserse kanton Vaud, en maakt deel uit van het district Jura-Nord vaudois.
Concise telt 713 inwoners.

## Geboren
- Jules-Henri Addor (1894-1952), politicus